# Greenville (Maine)
Greenville è un comune degli Stati Uniti d'America, situato nello Stato del Maine, nella contea di Piscataquis.